# Boris Sluțki
Boris Abramovici Sluțki (rusă:Борис Абрамович Слуцкий; n. 7 mai 1919, Slov'eansk, RSS Ucraineană, URSS – d. 23 februarie 1986, Tula, RSFS Rusă, URSS) a fost un poet rus, născut într-o familie evreiască din Ucraina.

## Copilăria și studiile
Boris Sluțki a copilărit la Harkov. Ulterior, în anul 1937 s-a înscris la Institutul de drept din Moscova. În paralel, din anul 1939, a studiat și la Institutul de literatură „Maksim Gorki”. În anul 1941 a absolvit amândouă facultăți. La seminarele lui Ilya Selvinski din toamna anului 1939 la Editura de Stat pentru Literatură „Goslitizdat” s-a alăturat unui grup de poeți tineri precum M. Kulcițki, Pavel Kogan, S.Narovceatov, David Samoilov și alții, care s-au autodenumit „generația de la 1940”.

## Anii celui de-al doilea război mondial
În anii 1941 - 1945, a servit în calitate de comisar politic într-o unitate de infanterie a Armatei Sovietice, precum și în cadrul unui tribunal și a procuratorii militare. 
În cursul luptelor a fost rănit grav.
Experiența sa din război se reflectă în multe din poeziile sale. 

## Anii post - belici
După război, a lucrat la radio (1948 - 1952). În anul 1956 Ilia Erenburg a produs senzație când a citat într-un articol din mai multe poeme nepublicate ale poetului, atrăgând atenția asupra acestui creator talentat. Asfel, în 1957 a putut să publice primul său volum de versuri, conținând poeme scrise cu mult înainte. Unele poezii, precum cele care încă în 1953 -1954 și-au exprimat ostilitatea față de tirania stalinistă, încă înainte de condamnarea ei la Congresul al XX-lea al PCUS, au circulat în ediții subterane ,„Samizdat”. Aceste poezii au fost publicate sub numele său la München în 1961, dar Sluțki nu a luat vreo poziție în legătură cu dezvăluirea identității autorului.

## După începutul "dezghețului sovietic"
Alături de David Samoilov, Sluțki e considerat unul din cei mai reprezentativi autori din generația de poeți sovietici ai anilor celui de-al doilea război mondial
În creația sa, Sluțki a abordat și teme evreiești, ca de pildă cele legate de tradiția evreiască, antisemitism, inclusiv aspectele antisemite din societatea sovietică, Holocaustul, etc. 
El a făcut și traduceri din poezia în limba idiș, din autori ca Leib Kvitko, Aaron Verghelis, Șmuel Galkin, Iakov Sternberg, Așer Șvarțman și alții.
Un eveniment deosebit s-a petrecut în anul 1963 cînd autoritățile sovietice au permis tipărirea unei prime antologii de poezie ebraică israeliană în traducere rusă, sub îngrijirea lui Boris Sluțki.